# 바겐 헌팅
바겐 헌팅(bargain hunting)은 주가가 기업가치에 비해 큰 폭으로 떨어져 있는 주식을 사는 매수 행위를 말한다. 저가매수행위로써 고수익·고위험 투자전략이다.